# Исмаилов, Гюндюз Ариф оглы
Исмаилов Гюндюз Ариф оглы (азерб. Gündüz Arif oğlu İsmayılov; Пустой шаблон {{ВД-Преамбула}} ); азербайджанский пауэрлифтер, представлявший Азербайджан на международных соревнованиях.

## Карьера
В 1996 году Исмаилов участвовал в Паралимпийских играх в Атланте, где в весовой категории до 67,5 кг поднял 170 кг и занял седьмое место.
На Паралимпийских играх 2000 года в Сиднее он выступал в весовой категории до 90 кг и первоначально завоевал золотую медаль с результатом 240 кг.
Однако позже его результаты были аннулированы из-за обнаружения запрещенного вещества нандролона в его пробе, и он был дисквалифицирован от участия в Паралимпийских играх 2004 года.

## Награды
2 февраля 2016 года, в связи с 20-летием создания Национального паралимпийского комитета Азербайджана, Исмаилов был награжден Почетным дипломом Президента Азербайджанской Республики за заслуги в развитии паралимпийского движения.